# Internazionali di Tennis Monza e Brianza 2006
Gli Internazionali di Tennis Monza e Brianza 2006, noti come Mitsubishi Electric Europe Cup per motivi di sponsorizzazione, sono stati un torneo di tennis facente parte della categoria ATP Challenger Series nell'ambito dell'ATP Challenger Series 2006. Il torneo si è giocato a Monza in Italia dal 3 al 9 aprile 2006 su campi in terra rossa.

## Vincitori

### Singolare
Nicolas Devilder ha battuto in finale  Flavio Cipolla con il punteggio di 6–2, 7–5

### Doppio
Ruben Ramirez-Hidalgo /  Tomas Tenconi hanno battuto in finale  Leonardo Azzaro /  Christopher Kas con il punteggio di 4–6, 6–4, [13-11]